# Chiara Pierobon
Chiara Pierobon (Mirano, 21 gennaio 1993 – Ingolstadt, 1º agosto 2015) è stata una ciclista su strada e pistard italiana, attiva con la Top Girls Fassa Bortolo dal 2013 al 2015, partecipando a tre Giri d'Italia.

## Biografia
Cresciuta a Santa Maria di Sala (VE), la carriera di Chiara Pierobon iniziò molto presto. Attiva sin dalle categorie giovanili, nel 2006 vinse il campionato italiano su strada e nel 2007 i titoli italiani della corsa a punti e della velocità.
Passò nella categoria UCI Women's con la Top Girls Fassa Bortolo nel 2013, partecipando nello stesso anno per la prima volta al Giro d'Italia, terminato oltre il centesimo posto. La stagione successiva prese parte alle prove di Coppa del mondo, terminando Giro delle Fiandre e Freccia Vallone, e al suo secondo Giro d'Italia che terminò quarantunesima. Nello stesso anno fu convocata da Edoardo Salvoldi nella nazionale per i campionati del mondo, durante i quali fu riserva per la prova in linea.
Nel luglio del 2015 partecipò al Giro Rosa, classificandosi al 36º posto. Poche settimane dopo, durante la trasferta per disputare la Sparkassen Giro Bochum in Germania, è morta all'età di 22 anni. 
Poco tempo dopo il decesso era stata ipotizzata un'embolia polmonare come causa della morte, ma le prime analisi autoptiche hanno smentito l'ipotesi. .
Sabato 8 agosto 2015 avrebbe dovuto partecipare alla prova in linea del campionato europeo di ciclismo su strada a Tartu, in Estonia.

## Piazzamenti

### Grandi Giri
- Giro Rosa

2013: 107ª
2014: 41ª
2015: 36ª

### Competizioni mondiali
- Campionati del mondo

Ponferrada 2014 - In linea Elite: riserva